# Jesús Manuel Santiago
Jesús Manuel Santiago, conocido también como Jess Santiago, es un poeta, cantante, compositor, músico y traductor filipino. 

## Biografía
Nació en Obando, Bulacán.  Sus poemas han sido publicados en revistas nacionales e internacionales.  Aparece en la antología Caravana, editada por la revista del grupo "Alianza para un mundo responsable y solidario."  Algunos de sus poemas han sido traducidos del inglés al francés. Santiago ha traducido el Diario loco de Hsun Lu, la obra de Arthur Miller y algunas  canciones y poemas de autores latinoamericanos, africanos y asiáticos. Está casado con Lilia Quindoza Santiago, profesora de literatura filipina en la Universidad de las Filipinas y comnocida poeta y escritora.  De este matrimonio han nacido cuatro hijos: Haya Pagasa, Halina Mandala, Balagtas Himig Bayan y Daniw.

## Logros
Entre sus álbumes discográficos se cuentan Halina(1990), "Martsa ng Bayan" (marzo de la Nación), la canción de cuna "Meme Na" (Duérmete ya) y "Pitong Libong Pulo" (Siete mil islas). Sus temas musicales se inspiran en humildes personajes filipinos bajo la dictadura de Ferdinand Marcos.  Fue galardonado con el Premio Madre Patria de la Universidad Politécnica de Filipinas por su relevante papel en la música popular. Fue miembro de la Galian Sa Arte de Tula, del Foro Cultural Asiático de Desarrollo (ACFOD) y de la Unión Nacional de Escritores de Filipinas (PANULAT). Compone música desde la edad de 15 años. También tiene un espacio en el "Usapang de Kanto" del semanario Pinoy.